# 斯蒂芬·戴维斯
斯蒂芬·戴维斯（英語：Stephen Davies，1969年1月2日—），澳大利亚前男子曲棍球运动员。他曾代表澳大利亚参加1992年、1996年和2000年夏季奥林匹克运动会曲棍球比赛，获得一枚银牌和二枚铜牌。